# Stanley Kubrick
Stanley Kubrick (26. července 1928 Bronx, New York, USA – 7. března 1999, Harpenden, hrabství Hertford, Anglie) byl americký režisér a fotograf. K vrcholům jeho díla patří literární adaptace Nabokovovy Lolity, Vesmírné odyseje Arthura C. Clarka nebo románu Mechanický pomeranč Anthonyho Burgesse. Byl proslulý svým puntičkářstvím a explicitním znázorňováním sexu a násilí, kvůli čemuž řadu jeho snímků nemohli diváci v kinech vidět v plné verzi.

## Život

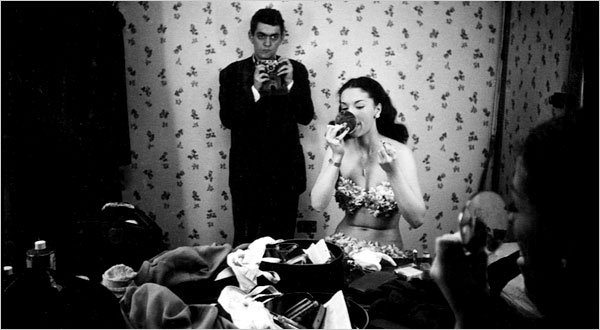
Stanley Kubrick s modelkou Rosemary Williamsovou, foto pro časopis Look, 1949

Narodil se v rodině židovského lékaře Jacka (Jacquese) Leonarda Kubricka (21. května 1901 New York – 10. října 1985 Los Angeles) a jeho ženy Sadie Gertrudy Kubrickové (29. října 1903 New York – 23. dubna 1985 Los Angeles). Vyrůstal v newyorské čtvrti Bronx. I přes špatné školní výsledky byl považován za velice inteligentního. Proto ho otec naučil hrát šachy. Z Kubricka se stal vynikající hráč. A jeho filmy skutečně připomínají partii šachů. Vše je důkladně a pečlivě promyšleno dopředu. Kubrick dostal ke třináctým narozeninám fotoaparát. Stal se z něj nadšený fotograf a v šestnácti letech prodal časopisu Look fotografii zobrazující skleslého prodejce novin obklopeného titulky oznamujícími smrt amerického prezidenta Franklina D. Roosevelta. Look mu vzápětí nabídl práci fotografického eléva, kterou přijal a nedokončil tak studium na City College. Poté čtyři roky cestoval po celých USA jako fotoreportér.
Nakonec ho však zlákal film, když byl na retrospektivních filmových projekcích v Muzeu moderního umění v New Yorku uhranut dílem Orsona Wellese a Sergeje Ejzenštejna. V roce 1951 opustil Look a definitivně vyměnil fotoaparát za filmovou kameru. Natočil krátké dokumentární snímky o životě boxerů (Day of the Fight), o knězi, který musí na nejvzdálenější farnosti létat letadlem (Flying Padre), a o námořnických odborech (The Seafarers). Jeho prvním celovečerním filmem byl Strach a touha z roku 1953, pojednávající o fiktivní válce ve fiktivním světě. Poté se ponořil do žánru noir (Vrahův polibek, Zabíjení).
Snímek Stezky slávy z roku 1957 o popravě tří francouzských vojáků v období 1. světové války byl ve Francii, Belgii a Švýcarsku dlouhá léta zakázán, protože prý urážel spojenecké velitele. V USA se mohl promítat pouze v cenzurované verzi, a to jen na vojenských základnách. Snímek měl velký vliv na Kubrickovu kariéru, neboť si ho všimla hollywoodská studia. V roce 1960 tak mohl natočit, přesněji dotočit, historickou podívanou Spartakus. Jde o jeho nejkonvenčnější snímek. Jeho režii převzal teprve v průběhu natáčení a měl tak mnohem menší vliv na jeho podobu, než bylo u něj obvyklé.
Na začátku 60. let se Kubrick přestěhoval do Anglie, když využil takzvaného Eadyho plánu, který poskytoval značné daňové pobídky zahraničním filmovým producentům, kteří využijí nejméně 80 procent britské pracovní síly. Z Anglie už nikdy neodešel a i své hollywoodské snímky točil tam.
Jeho prvním britským snímkem byla Lolita, adaptace stejnojmenného románu Vladimira Nabokova o lásce profesora ke čtrnáctileté dívce. Film měl očekávaně velké potíže s cenzurou, ale byl vždy upravován samotným Kubrickem, který jakýkoliv vnější zásah do svého díla odmítal. Navzdory kontroverzím, Lolita byla kasovním úspěchem.
Následovala "nihilistická fraška" Dr. Divnoláska. Původně mělo jít o vážné drama, ale Kubrick dle svých slov cítil že si téma vynucuje komediální zpracování, v čemž sehrálo jistě roli i obsazení Petera Sellerse, kterého nakonec Kubrick nechal "řádit" hned ve třech rolích. Film byl politicky angažovaný, upozorňoval na nebezpečí hrátek s jaderným zbrojením. Kubrick byl za něj prvně ve své kariéře nominován na Oscara za režii.
V roce 1968 Kubrick učinil originální výpad na pole sci-fi v podobě snímku 2001: Vesmírná odysea, v němž mj. zdokonalil metodu přední projekce. Film měl pozitivní ohlas, ve sci-fi komunitě se stal oceňovanou klasikou a Kubrick za něj získal jediného Oscara v celé své kariéře, a to za vizuální efekty. Nominován na Oscara byl jinak celkem dvanáctkrát. Odysea měla ale hlavně komerční úspěch, díky čemuž se Kubrick dostal do pozice filmaře, který si nyní může natočit "co chce".
Kubrick toho využil k vytvoření snímku Mechanický pomeranč. Pojednává o mladém delikventovi Alexovi a jeho partě narkomanů, která si po nocích užívá násilí. Vzbudil ohromné kontroverze. Britské úřady tvrdily, že film rozpoutal vlnu zločinů páchaných mladistvými. Kubrickově rodině bylo též vyhrožováno smrtí. Tvůrce se rozhodl, že film se až do jeho smrti nesmí v Británii promítat v kinech a v televizi.
Kubrick se stal nicméně díky Mechanickému pomeranči definitivně "specialistou na literární adaptace" a i jeho další film jí byl, vznikl na motivy románu Williama Makepeace Thackeraye Paměti urozeného pana Barry Lyndona. Kritika i diváci byli však překvapeni zdánlivou konvenčností snímku, Kubrick se až obsedantně soustředil na vystižení atmosféry Irska 18. století, točilo se kvůli tomu výhradně v přirozeném světle (včetně například scén osvětlených jen svíčkami), což však publikum neocenilo a komerčně film propadl. John Alcott si nicméně odnesl Oscara za jeho nasnímání.
Kubrick se po Barry Lyndonovi dostal do složitého postavení vůči producentům i svým "artovým" fanouškům, a tak se rozhodl natočit horor na motivy románu Stephena Kinga, který mu umožnil uplatnit jeho silné stránky - schopnost vybudit v divákovi úzkost a napětí. Pomohl mu v tom Jack Nicholson v hlavní roli spisovatele, který postupně ztrácí rozum. Horor Osvícení z roku 1980 nakonec u diváků uspěl.
Jak ve Stezce slávy, tak v Dr. Divnoláskovi vyjádřil Kubrick své protiválečné přesvědčení. To je dobře cítit i z jeho dalšího filmu Olověná vesta z roku 1987, který se rozhodl tentokrát otevřít americké trauma války ve Vietnamu. Ačkoli mnozí kritici ocenili způsob, jakým Kubrick syrově zobrazil metodu, jíž jsou američtí mariňáci během základního výcviku odlidštěni, aby mohli efektivně fungovat jako stroje na zabíjení, film nakonec spíše propadl. Řada jiných vietnamských reflexí zaujala více, Kubrick se možná netrefil ani do správné doby, v reaganovské éře "podvratný film ve stylu 60. let" náhle nefungoval.
Po tomto neúspěchu se Kubrick na dlouho odmlčel. Na plátna se chtěl Kubrick vrátit sci-fi filmem A.I. Umělá inteligence, ale nakonec ho přenechal Stevenu Spielbergovi. Sám se režisérsky vrátil až roku 1999, se svým posledním filmem. Stal se jím psychologický a silně erotický snímek Spalující touha s Tomem Cruisem a Nicole Kidmanovou v hlavních rolích (tehdy byli manželi). I tentokrát šlo o literární adaptaci, Snové novely rakouského spisovatele Arthura Schnitzlera, a i tentokrát do kin v Americe nemohla jít plná verze, scény orgií byly distributorem vystřiženy. Přestože kritika film nakonec odmítla, Kubrick si byl jistý, že jde o jeho nejlepší dílo. Premiéry snímku se ovšem již nedožil. Zemřel ve věku 70 let ve spánku na infarkt.

## Dílo
- Spalující touha (Eyes Wide Shut 1999)
- Olověná vesta (Full Metal Jacket, 1987)
- Osvícení (The Shining, 1980)
- Barry Lyndon (1975)
- Mechanický pomeranč (A Clockwork Orange, 1971)
- 2001: Vesmírná odysea (2001: A Space Odyssey, 1968)
- Dr. Divnoláska aneb Jak jsem se naučil nedělat si starosti a mít rád bombu (Dr. Strangelove or: How I Learned to Stop Worrying and Love the Bomb, 1964)
- Lolita (1962)
- Spartakus (1960)
- Stezky slávy (Paths of Glory, 1957)
- Zabíjení (The Killing, 1956)
- Killer's Kiss (1955)
- The Seafarers (1953)
- Fear and Desire (1953)
- Day of the Fight (1951)
- Flying Padre (1951)

## Galerie

Fotografie pro Look od Stanleyho Cubricka
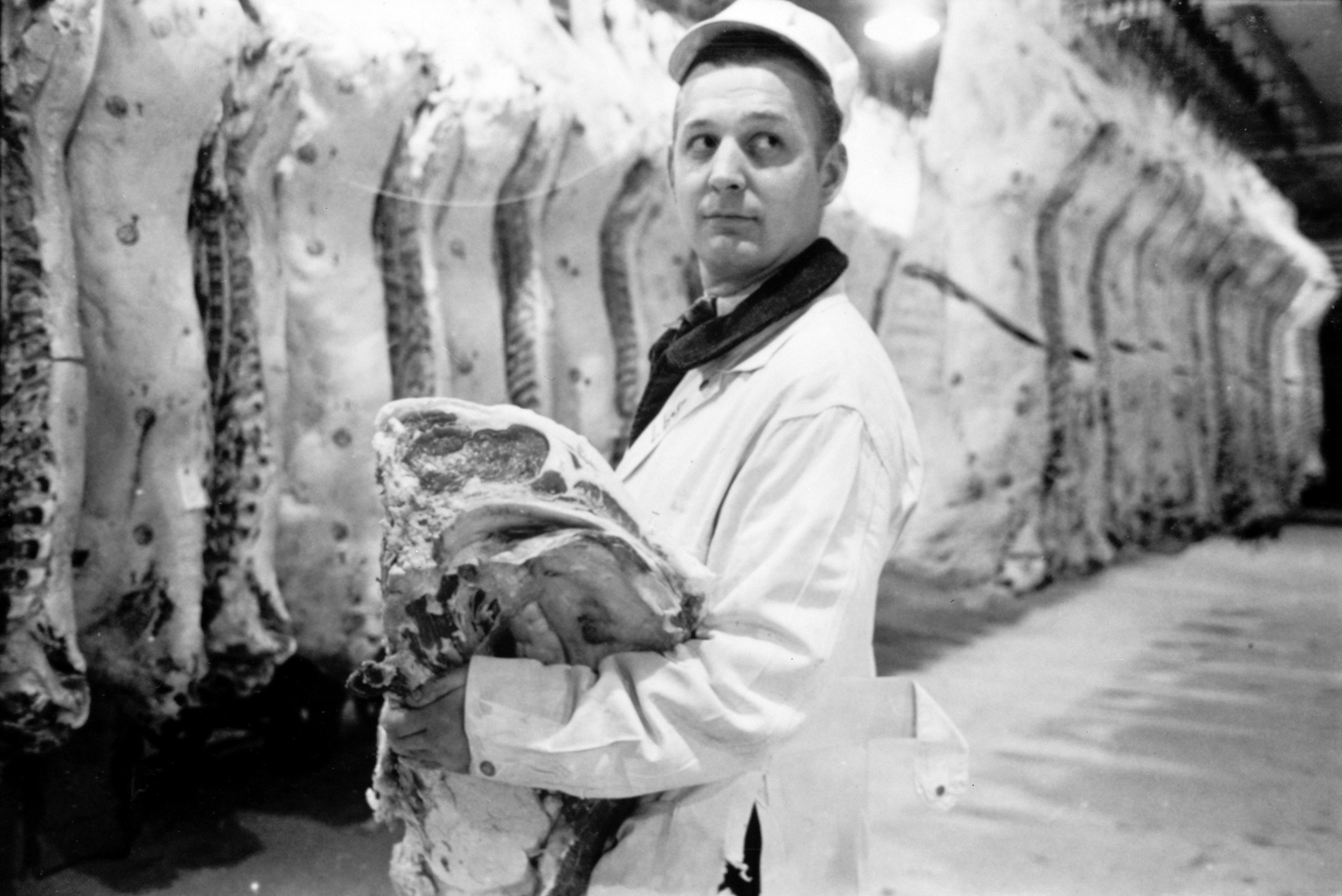
Chicago city of contrasts, 1949
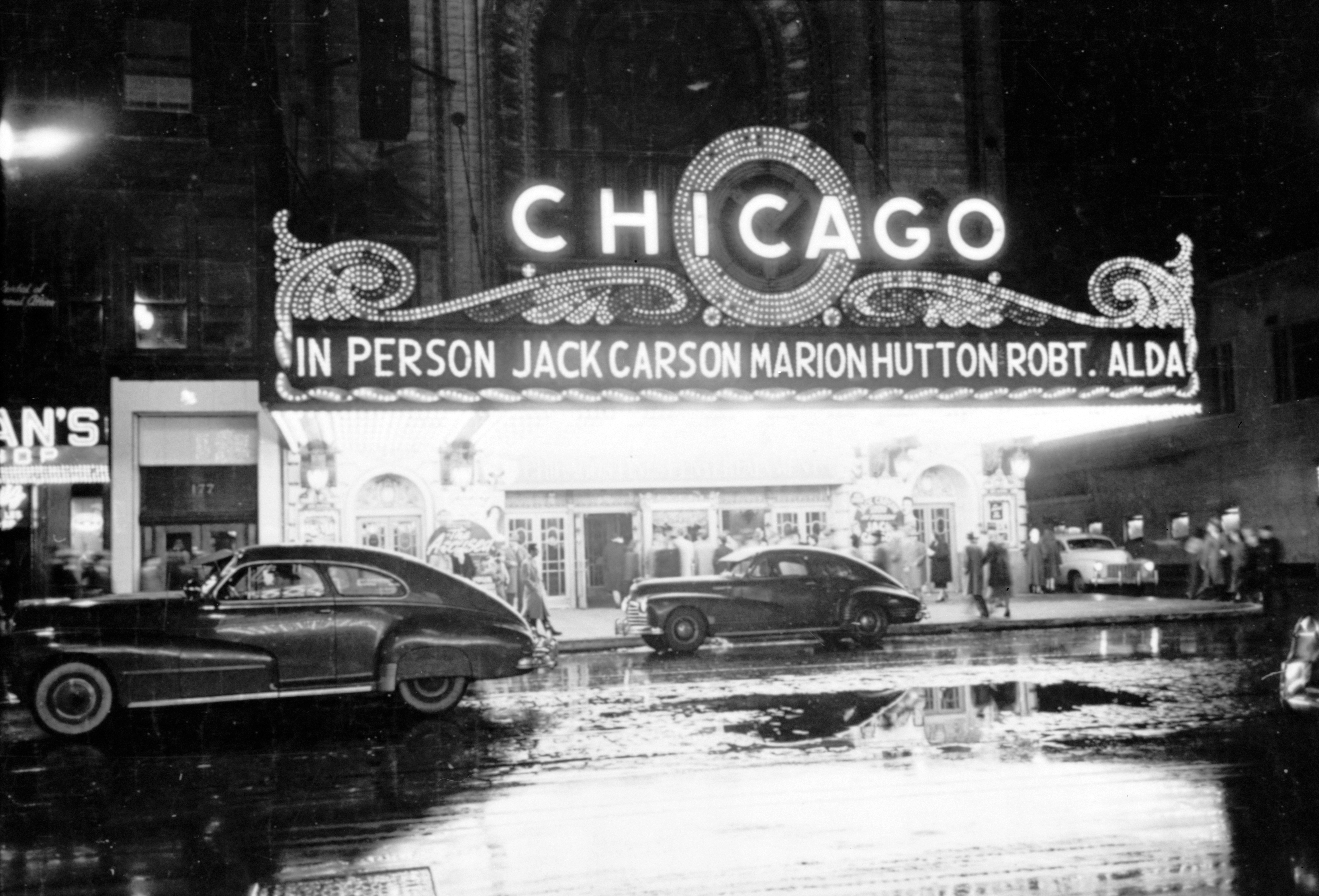
Chicago city of contrasts, 1949
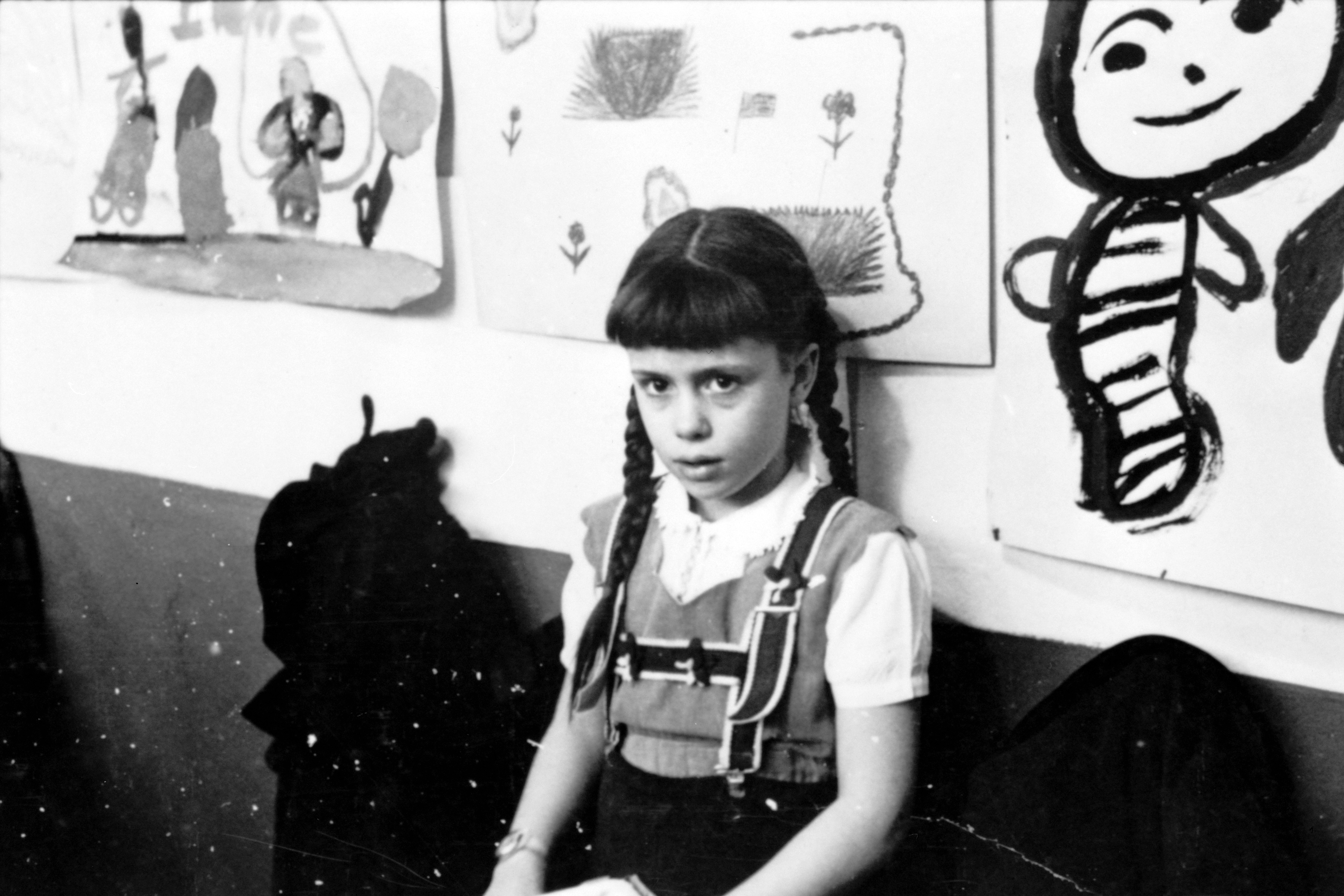
Chicago city of contrasts, 1949
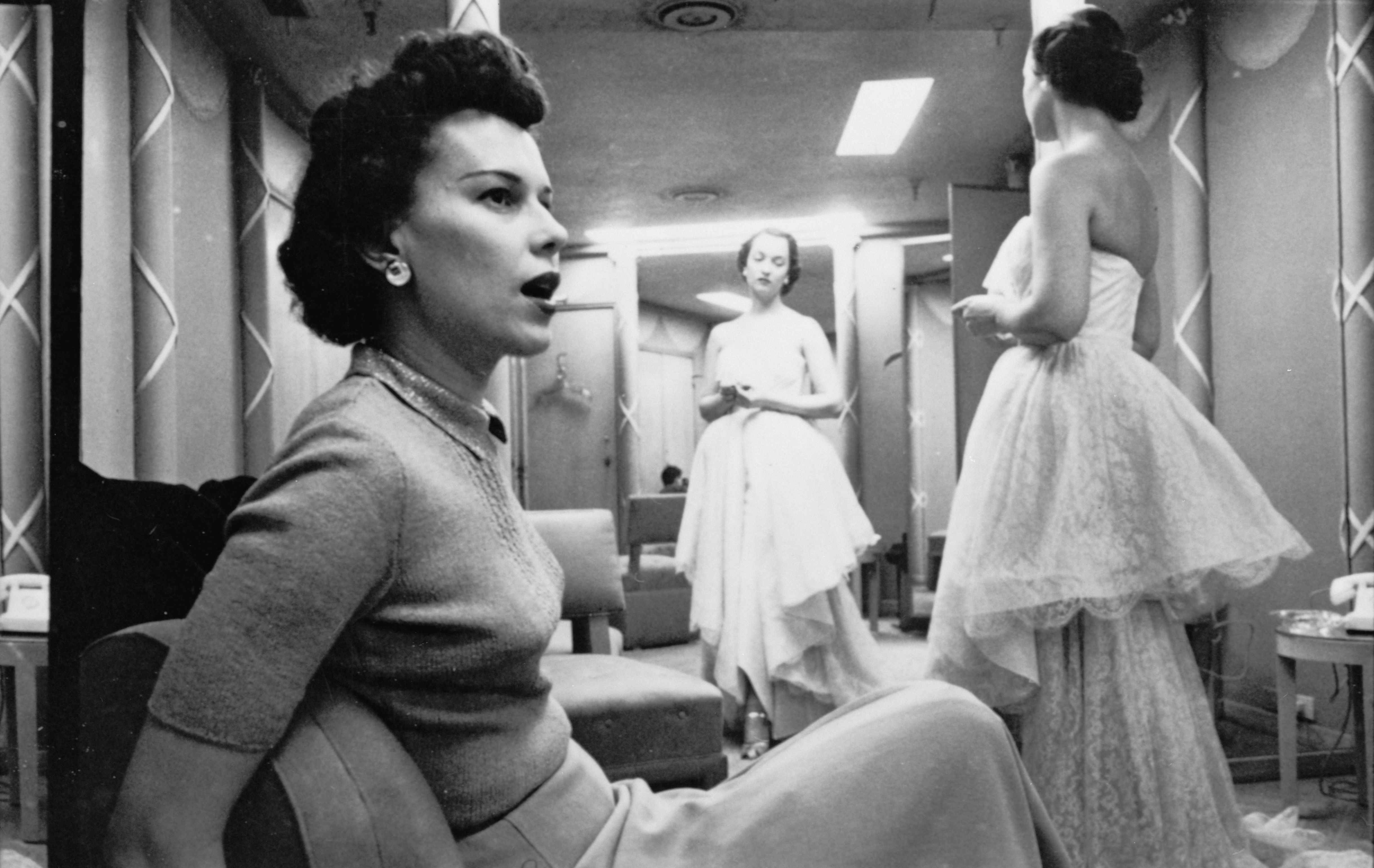
Chicago city of contrasts, 1949
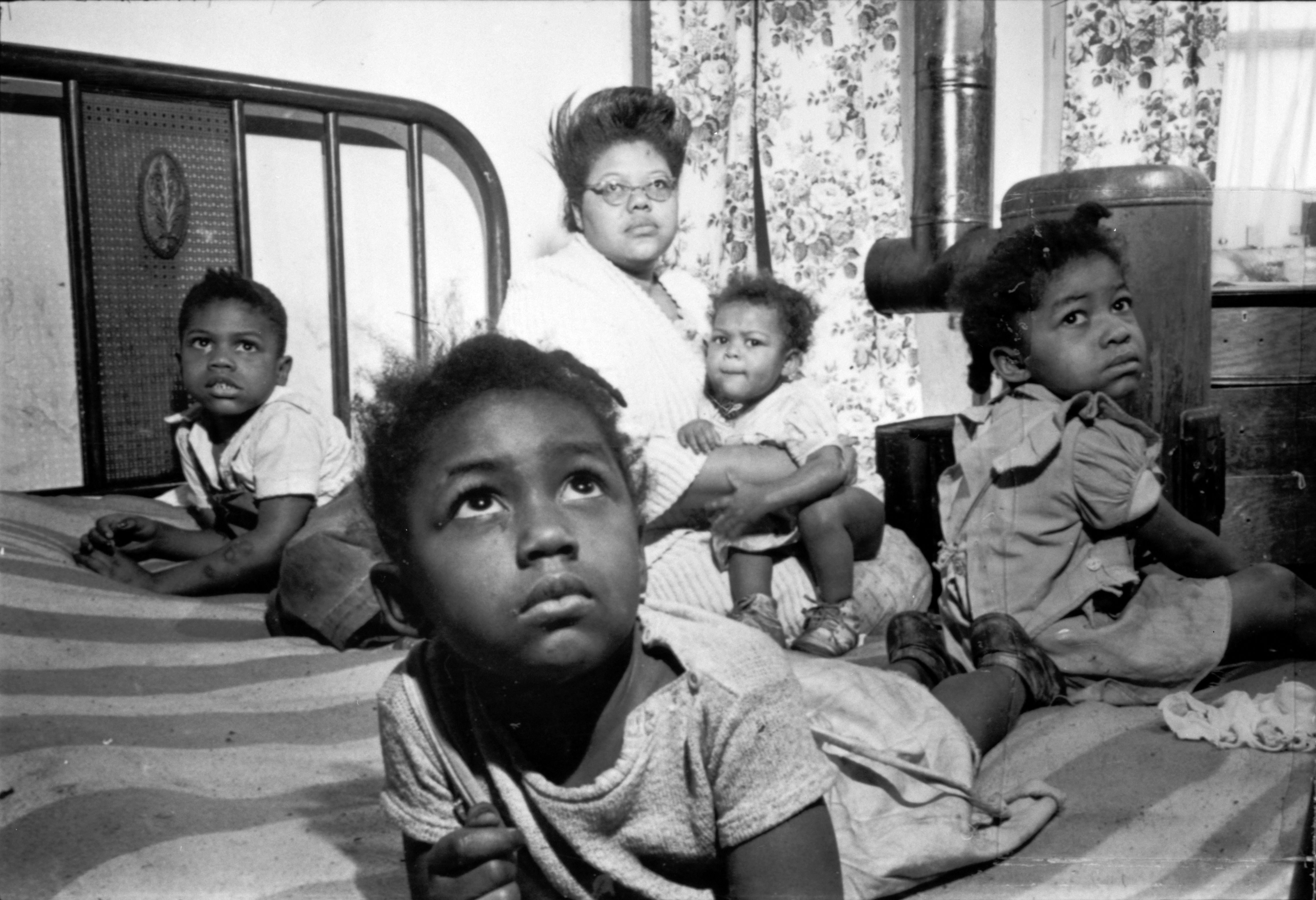
Africká žena s dětmi v posteli, 1949